# Конституція Греції 1975
Конституція Греції 1975 (грец. Σύνταγμα) — чинна Конституція Грецької республіки, прийнята п'ятим скликанням Грецького парламенту. Набрала чинності 1975 року, двічі переглядалась — 1986 та 2001 року. Конституційна історія Греції розпочалась у період Грецької національно-визвольної війни за незалежність, у ході якої перші були прийняті три революційних грецькі конституції. Перша грецька Конституція була прийнята 1822 р. Остання редакція від 1975 р. є по суті переглядом Конституції 1952 р. Центральна площа Синтагма в Афінах, на якій розміщено парламентський палац, названа на честь Конституції.

## Зміст
Конституція Грецької республіки складається зі 120 статей та поділяється на 4 частини:
- Перша частина (статті 1—3) — Основні положення — встановлює, що Греція є парламентською республікою, а також затверджує православну церкву як офіційну у Греції.
- У другій частині (статті 4—25) стосується індивідуальних та соціальних прав, захист яких був посилений після перегляду Конституції 2001 року (нові положення стосуються регулювання таких питань, як захист персональних даних та компетентності деяких незалежних органів).
- У третій частині (статті 26—105) описує організацію та функції держави. Стаття 28 формально затверджує чинність міжнародних законів і міжнародних конвенцій у внутрішньодержавньому законодавстві Греції.
- У четвертій частині (статті 106—120) включає спеціальні, прикінцеві та перехідні положення.

Виконавча влада в країні здійснюється урядом та Президентом Республіки, останні є здебільшого фігурою церемоніальною. Повнота політичної влади в Греції належить прем'єр-міністру країни. Законодавча влада здійснюється Грецьким парламентом, який складається з 300 депутатів, що обираються на 4-річний термін шляхом таємного прямого голосування. Судова влада є незалежною від виконавчої та законодавчої влади і складається з трьох верховних судів: Касаційного суду (грец. Άρειος Πάγος — ареопаг), Державної ради (грец. Συμβούλιο της Επικρατείας) і Палати аудиторів (грец. Ελεγκτικό Συνέδριο).